# Luckey (Ohio)
Luckey es una villa ubicada en el condado de Wood en el estado estadounidense de Ohio. En el Censo de 2010 tenía una población de 1012 habitantes y una densidad poblacional de 565,46 personas por km².

## Geografía
Luckey se encuentra ubicada en las coordenadas 41°27′7″N 83°28′58″O / 41.45194, -83.48278. Según la Oficina del Censo de los Estados Unidos, Luckey tiene una superficie total de 1.79 km², de la cual 1.79 km² corresponden a tierra firme y (0.14%) 0 km² es agua.

## Demografía
Según el censo de 2010, había 1012 personas residiendo en Luckey. La densidad de población era de 565,46 hab./km². De los 1012 habitantes, Luckey estaba compuesto por el 97.63% blancos, el 0.2% eran afroamericanos, el 0% eran amerindios, el 0.79% eran asiáticos, el 0% eran isleños del Pacífico, el 0.1% eran de otras razas y el 1.28% pertenecían a dos o más razas. Del total de la población el 3.36% eran hispanos o latinos de cualquier raza.